# آرکابوکو
آرکابوکو (انگلیسی: Arcabuco) نام یک منطقه مسکونی در کلمبیا است.